# U2 3D
U2 3D는 미국에서 제작된 마크 펠링톤 감독의 2007년 다큐멘터리 영화이다. 보노 등이 주연으로 출연하였다.

## 출연

### 주연
- 보노
- 아담 클래이톤
- 디 에지
- 래리 멀렌 주니어
- 유투